# Burg Altenbolanden
Die Burg Altbolanden, auch Burg Altenbolanden genannt, ist eine abgegangene Turmhügelburg (Motte) im Weiler Bolanderhof der Gemeinde Bolanden im Donnersbergkreis in Rheinland-Pfalz.

## Geschichte und Anlage
Die im 12. Jahrhundert erbaute Anlage war Stammsitz der Herren von Bolanden, wurde um 1184 als castrum Bolant ersterwähnt, verlor nach dem Bau der nahebei erbauten Burg Neu-Bolanden im 13. Jahrhundert an Bedeutung, kam später in den Besitz der Grafen von Leiningen und wurde im 14. Jahrhundert zerstört und/oder aufgegeben.
Im Zuge von Erbauseinandersetzungen trug Heinrich I. von Sponheim-Bolanden 1291 ein Viertel der Burg dem Grafen Friedrich IV. von Leiningen zu Lehen auf und Otto I. von Bruchsal-Bolanden 1309 dem gleichen Grafen ein weiteres Viertel. Die andere Hälfte gehörte den Leiningern eigentümlich. Graf Jofried von Leiningen trug die gesamte Burg im Jahr 1332 dem Trierer Erzbischof Balduin von Luxemburg zu Lehen auf. Im Umfeld der Burg war auch das Kloster Otterberg begütert.
Heute ist nur ein runder Hügel hinter dem Bolanderhof erhalten. Die Reste der als Motte erbauten Niederungsburg zeigten nach Grabungen 1907–1908 eine quadratische Umwehrung mit abgerundeten Ecken. Der Burghügel hatte einen Durchmesser von 55 m, ein rechteckiger Wohnturm etwa 9 × 6,5 Meter, der Burghof etwa 18 × 18 Meter und ein weiterer rechteckiger Bau (Wohnbau oder Palas) eine Grundfläche von etwa 5,5 × 12 Meter. Steinfundamente reichen bis 4,5 m Tiefe herab und waren offenbar eingemottet. Auf drei Seiten war die Anlage von einer zwingerartigen, fünfeckigen Umfassungsmauer umgeben, die möglicherweise einer späteren Bauphase entstammt. Weitere möglicherweise hölzerne Gebäude sind bisher nicht nachgewiesen. Die gesamte Anlage war von einem runden, bis um die Jahrhundertwende vom 19. zum 20. Jahrhundert offenen und später verfüllten Wassergraben umgeben.